# Raukaua edgerleyi
Raukaua edgerleyi là một loài thực vật có hoa trong Họ Cuồng cuồng. Loài này được (Hook.f.) Seem. miêu tả khoa học đầu tiên năm 1866.